# Södermanlands runinskrifter 92
Runinskrift Sö 92 är en runsten som står vid Husby-Rekarne kyrka i Husby-Rekarne socken och Eskilstuna kommun, Österrekarne härad i Södermanland. Den står vid kyrkogårdsmuren och strax innanför kyrkans södra grind.

## Stenen

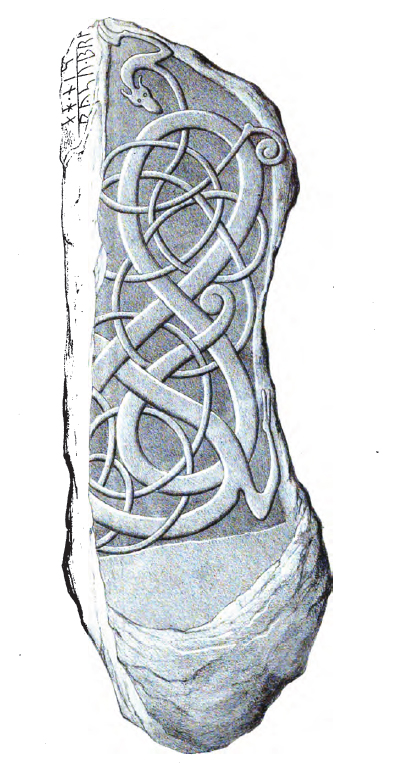
Richard Dybecks teckning från 1855.

Stenen vars ursprungliga plats är okänd påträffades i en grav på 1600-talet. Den togs till vara och murades in som fönsterbänk i ett av kyrkans fönster och där fick den sitta i cirka 200 år innan den togs loss och restes på nuvarande plats.
Stenen är skadad och några delar saknas, en av dess borthuggna bitar hittades 1936 vid Åläng i Husby och är nu fastmonterad på stenens ena långsida. Materialet är sandsten.
Den har en elegant huggen ornamentik och är signerad av runmästaren Balle som var verksam under 1000-talets senare del. Hans främsta arbetsområden var annars i sydvästra Uppland och på Selaön. Den från runor översatta inskriften följer nedan: 

## Inskriften
Translitterering av runraden:
... · lit · raisa · st... ... rysu · br(o)... · sin · ha... ... austr · bali · ...
Normalisering till runsvenska:
... let ræisa st[æin] ... Rysiu(?), bro[ður] sinn. Ha[nn] ... austr. Balli ...
Översättning till nusvenska:
... lät resa stenen (efter) ... sin broder. Han ... österut. Balle.